# Vareilles (Creuse)
Vareilles ist eine Gemeinde in Frankreich. Sie gehört zur Region Nouvelle-Aquitaine, zum Département Creuse, zum Arrondissement Guéret und zum Kanton La Souterraine. 

## Geographie
Die Gemeinde grenzt im Norden an Azerables, im Osten an Saint-Agnant-de-Versillat, im Süden an La Souterraine (Berührungspunkt), im Südwesten an Arnac-la-Poste und im Nordwesten an Saint-Sulpice-les-Feuilles. Die Weiler innerhalb Vareilles heißen Basseneuil, Lafatvieille, Fontvieille, Bouchaix, Le Purfier, La Breuille, La Jarlaud, Clairbize und Les Genêts. An der nördlichen Gemeindegrenze verläuft das Flüsschen Chaume.

## Bevölkerungsentwicklung
| Jahr      | 1962 | 1968 | 1975 | 1982 | 1990 | 1999 | 2007 | 2016 |
| --------- | ---- | ---- | ---- | ---- | ---- | ---- | ---- | ---- |
| Einwohner | 471  | 385  | 311  | 308  | 297  | 266  | 291  | 311  |

## Sehenswürdigkeiten
- Kirche Saint-Pardoux, Monument historique
- Ruine des Manoir de Montlebeau, ebenfalls Monument historique

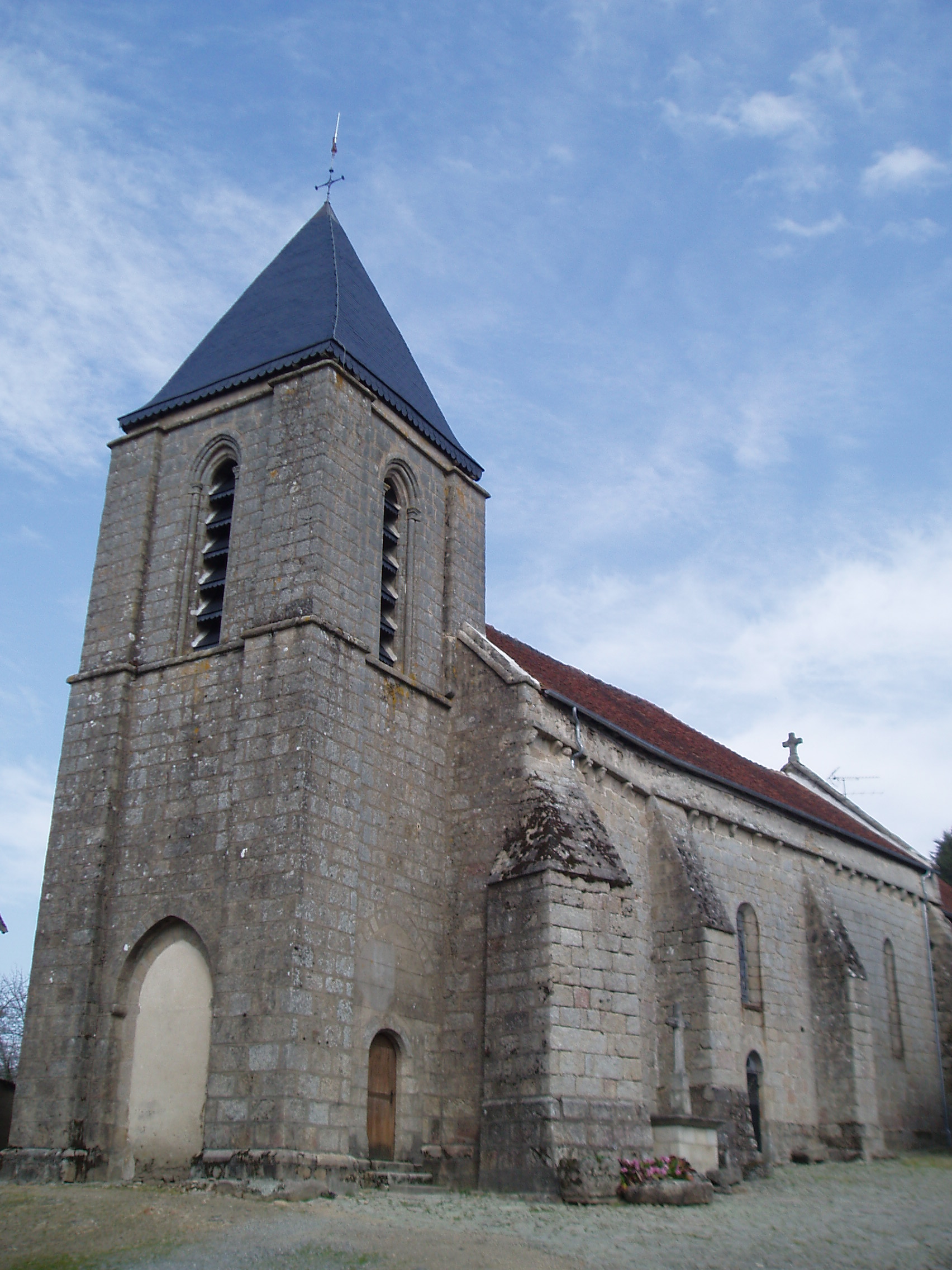
Kirche Saint-Pardoux
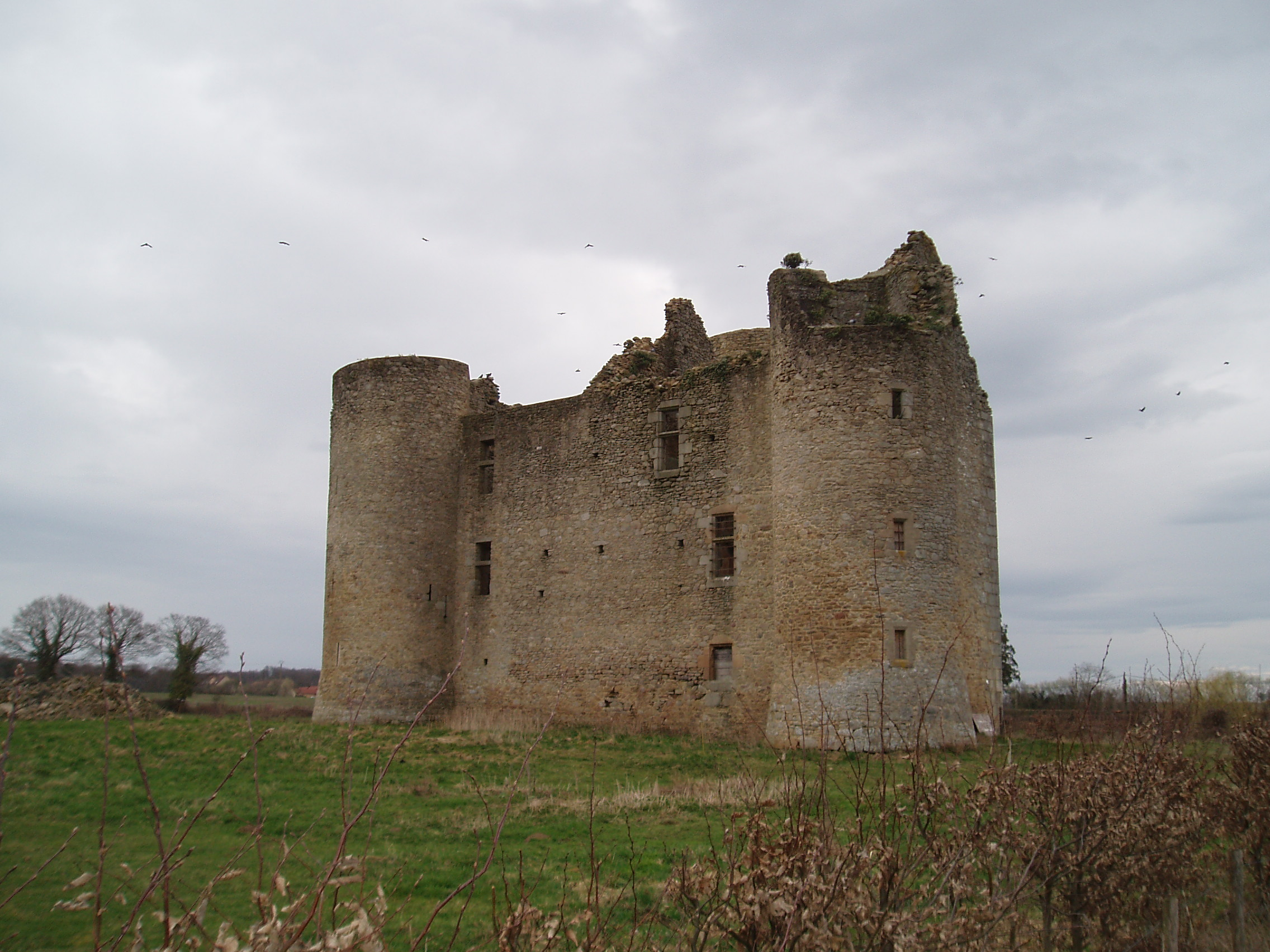
Manoir de Montlebeau